# Владімір Порубчан
Владімір Порубчан (словац. Vladimír Porubčan, нар. 1940) — словацький астроном, співробітник відділу міжпланетної речовини Астрономічного інституту Словацької академії наук. Сфера його інтересів — метеори, метеорні потоки, метеорити, астероїди та комети. Спільно з Яном Штолем значною мірою пояснив походження метеорного комплексу Таурид. Він проводив численні спостереження за метеорами та аналізував дані на радарі прямого розсіювання в обсерваторії Модра та радарі зворотного розсіювання в обсерваторії Ондржейов. Є одним з укладачів Енциклопедії астрономії — першої словацької науково-популярної астрономічної енциклопедії. Він також є виконувачем обов'язків професора на факультеті математики, фізики та інформатики Університету Коменського в Братиславі. На його честь названо астероїд 6311 Порубчан.